# Govern Revolucionari Popular
El Govern Revolucionari Popular (PRG, per les seues sigles en anglès) es va proclamar el 13 de març de 1979 després que el Moviment New Jewel enderroqués el govern de Grenada per mitjà d'una revolució, convertint Grenada en l'únic estat socialista de la Commonwealth. El govern va suspendre la constitució i va governar per decret fins que va esclatar un conflicte entre faccions, que va anar seguit de la invasió del Cos de Marines dels Estats Units d'Amèrica el 25 d'octubre de 1983.

## Història
El Moviment New Jewel (NJM) sota el lideratge de Maurice Bishop va ser el principal partit d'oposició a Grenada durant la dècada del 1970. El 1979, l'NJM va enderrocar el govern d'Eric Gairy, que havia governat el país des de la independència el 1974. L'NJM va iniciar una presa de possessió armada de l'estació de ràdio, les casernes de la policia i altres llocs clau mentre Gairy estava de viatge fora del país. La presa de poder armada va ser realitzada per l'Exèrcit d'Alliberament Nacional (NLA), que s'havia format el 1973 com l'ala militar de l'NJM.
L'NJM va suspendre la constitució i va anunciar noves lleis. Maurice Bishop va anunciar la formació del Govern Revolucionari Popular per ràdio, el qual va organitzar un gabinet per dirigir el país amb Bishop com a primer ministre. Totes les organitzacions polítiques, excepte l'NJM, van ser prohibides, i la pertinença a l'NJM es va controlar estretament.
Bishop va expressar el seu objectiu: «Som un país petit, som un país pobre, amb una població d'ascendència majoritàriament africana, formem part del Tercer Món explotat, i tenim interès a buscar la creació d'un nou ordre econòmic internacional que ajudi a garantir la justícia econòmica per als pobles oprimits i explotats del món, i a garantir que els recursos del mar s'utilitzin en benefici de tota la gent del món i no per a una petita minoria d'aprofitats». La revolució va desafiar el govern capitalista dels Estats Units d'Amèrica (EUA), que abans havia donat suport a Eric Gairy, i l'ambaixador dels quals va advertir: «Al govern dels EUA no li agradaria cap inclinació per part de les Grenadines a desenvolupar llaços més estrets amb Cuba».
El nou govern va ser especialment actiu en el desenvolupament de polítiques socials: es va crear un Centre d'Educació Popular per a coordinar les iniciatives governamentals en educació, incloses campanyes d'alfabetització. L'aprenentatge del crioll grenadí estava permès a l'escola. En el sector sanitari, les consultes mèdiques van passar a ser gratuïtes amb l'ajuda del govern cubà, que va proporcionar metges, i es va distribuir llet a dones embarassades i infants. En economia, les autoritats estaven posant en marxa un sistema de préstecs financers i equipaments per als pagesos, i es van crear cooperatives agrícoles. El govern de Bishop també va treballar per a desenvolupar infraestructures, incloent la construcció de noves carreteres i la millora de la xarxa elèctrica. El PRG va establir estretes relacions amb el govern de Cuba i, amb la seua ajuda, va començar la construcció d'un aeroport internacional.
D'altra banda, el Regne Unit va suspendre la seva assistència econòmica i els EUA van utilitzar la seva influència per a bloquejar els préstecs de l'FMI i del Banc Mundial. El 19 de juny de 1980 un atemptat amb bomba durant una reunió durant la qual havia d'intervenir Bishop va matar tres persones i en va ferir 25. Bishop va acusar obertament «l'imperialisme americà i els seus agents locals».
Durant el Govern Popular Revolucionari, Grenada va progressar en molts àmbits, inclosos, entre d'altres, els drets de les dones, l'educació, l'habitatge, la salut i l'economia. Al final del règim de Gairy, l'economia estava experimentant un creixement negatiu, la renda per capita baixava, però quan el PRG va arribar al poder,va canviar ràpidament i l'economia va començar a experimentar un creixement modest. Segons Payne, Sutton i Thorndike, el PIB per capita gairebé es va duplicar entre 1978 i 1983, l'impost sobre la renda també es va abolir per al 30 % dels treballadors amb sous més baixos. L'atur també es va reduir dràsticament del 49% el 1979 al 14% el 1983 en un moment en què la majoria dels altres països de la regió tenien una taxa d'atur del 20 al 30%. El nombre de metges també va augmentar d'1 per 4.000 el 1979 a 1 per 3.000 el 1982, la taxa de mortalitat infantil es va reduir de 29 a 14,8 % i la taxa d'alfabetització va augmentar del 85% el 1978 al 90% el 1981. Pel que fa als drets de les dones, es va prohibir l'explotació sexual de les dones a canvi de feina, es va aprovar la igualtat salarial per igual treball i es va garantir a les mares tres mesos de permís de maternitat, dos dels quals retribuïts, així com el retorn al seu mateix lloc de treball.
El 1983 es van produir divisions internes dins del comitè central del PRG. Un grup liderat pel viceprimer ministre Bernard Coard va intentar convèncer Bishop perquè establís un acord de repartiment de poder amb Coard. Finalment, Coard va posar a Bishop sota arrest domiciliari i va prendre el control del govern del PRG. La destitució de Bishop va provocar grans manifestacions ciutadanes a diferents zones del país. En el transcurs d'una d'aquestes manifestacions, Bishop va ser alliberat pel poble i, finalment, va arribar a la seu de l'Exèrcit Revolucionari Popular (PRA) a Fort Rupert.
Una unitat del PRA a Fort Frederick va ser enviada a Fort Rupert, on els combats van esclatar entre aquesta força militar i els civils i van provocar moltes morts, fins que Bishop i set persones més, inclosos diversos ministres del gabinet, van ser atropellats i executats.
Després de les execucions, es va formar un nou govern anomenat Consell Militar Revolucionari, dirigit pel general Hudson Austin, per governar el país i el PRG va deixar d'existir. Aquest govern va governar nominalment durant sis dies abans de ser destituït a causa de la invasió de Grenada per part dels EUA.